# Ліраглутид
Ліраглутид, який продається під торговою маркою Віктоза (Victoza) є протидіабетичним препаратом, який використовується для лікування цукрового діабету 2-го типу та ожиріння.   Ліраглутид відносять до другої лінії терапії діабету після метформіну.   Його вплив на довгострокові наслідки для здоров’я, такі як серцево-судинні захворювання та тривалість життя, невідомий.   Вводять шляхом підшкірної ін'єкції. 
Ліраглутид — агоніст рецептора глюкагоноподібного пептиду-1 (агоніст рецептора GLP-1), також відомий як міметик інкретину.  Його дія полягає у збільшенні виділення інсуліну з підшлункової залози та зменшенні надмірного виділення глюкагону. 
Серед поширених побічних ефектів виділяють зниження рівню цукру в крові, нудоту, запаморочення, біль у животі та біль у місці ін'єкції.   Побічні ефекти з боку шлунково-кишечного тракту, як правило, найсильніші на початку лікування і з часом зменшуються.  До інших серйозних побічних ефектів належать ангіоедема, панкреатит, хвороба жовчного міхура і проблеми з нирками. Безпека використання у вагітних та при грудному годуванні є незрозумілою.  FDA попереджає, що щури, яким давали ліраглутид, мали медулярний рак щитоподібної залози, але "невідомо, чи викликає ліраглутид пухлини щитоподібної залози, включаючи медулярний рак, у людини, оскільки відповідність таких пухлин у гризунів до таких  у людини не визначена".
Ліраглутид був схвалений для медичного використання у Європейському Союзі у 2009-му році, та у США у 2010-му. Відомі його генеричні лікарські засоби. У 2022-му році він посідав 139-те місце серед найпопулярніших ліків у США з більше ніж 4 мільонами рецептів.
В Україні ліраглутид зареєстрований під брендами Віктоза, Саксенда, Ліраслім. Також ліраглутид входить до складу комбінованого лікарського засобу Ксалтофай (разом з інсуліном деглюдек) . 

## Медичне використання
Ліраглутид використовується для лікування цукрового діабету 2-го типу та ожиріння.

### Цукровий діабет 2-го типу (ЦД2)
Ліраглутид покращує контроль рівня глюкози в крові.  У людей із високим серцево-судинним ризиком він знижує ризик смерті від серцево-судинних причин, нефатального інфаркту міокарда або нефатального інсульту.  У рекомендаціях Американської діабетичної асоціації (ADA) ліраглутид вважають першою лінією фармакологічної терапії ЦД2 (зазвичай разом з метформіном ), особливо для людей з атеросклерозом або ожирінням.  Кокранівський огляд 2011 року показав зниження HbA1c на 0,24% більше при застосуванні ліраглутиду в дозі 1,8 мг порівняно з інсуліном гларгіном, на 0,33% більше, ніж ексенатид в дозі 10 мкг двічі на день, ситагліптин і розиглітазон.  У рандомізованому контрольованому дослідженні (РКД), у якому порівнювали ліраглутид, інсулін гларгін, глімепірид і ситагліптин (усі були додані до метформіну ) з подальшим спостереженням протягом п’яти років, інсулін гларгін і ліраглутид були дещо більш ефективними у досягненні та підтримці цільового HbA1c,  з відсутністю різниці в наслідках мікросудинних і серцево-судинних захворювань . 

### Ожиріння
Ліраглутид також може бути використаний разом з дієтичною корекцією та фізичним навантаженням для контролю маси тіла у дорослих. Він призводить до більшої втрати ваги, ніж раніші версії аналогів глюкогоноподібного пептиду, але він менш ефективний, ніж семаглутид у стандартній дозі.

## Несприятливі ефекти

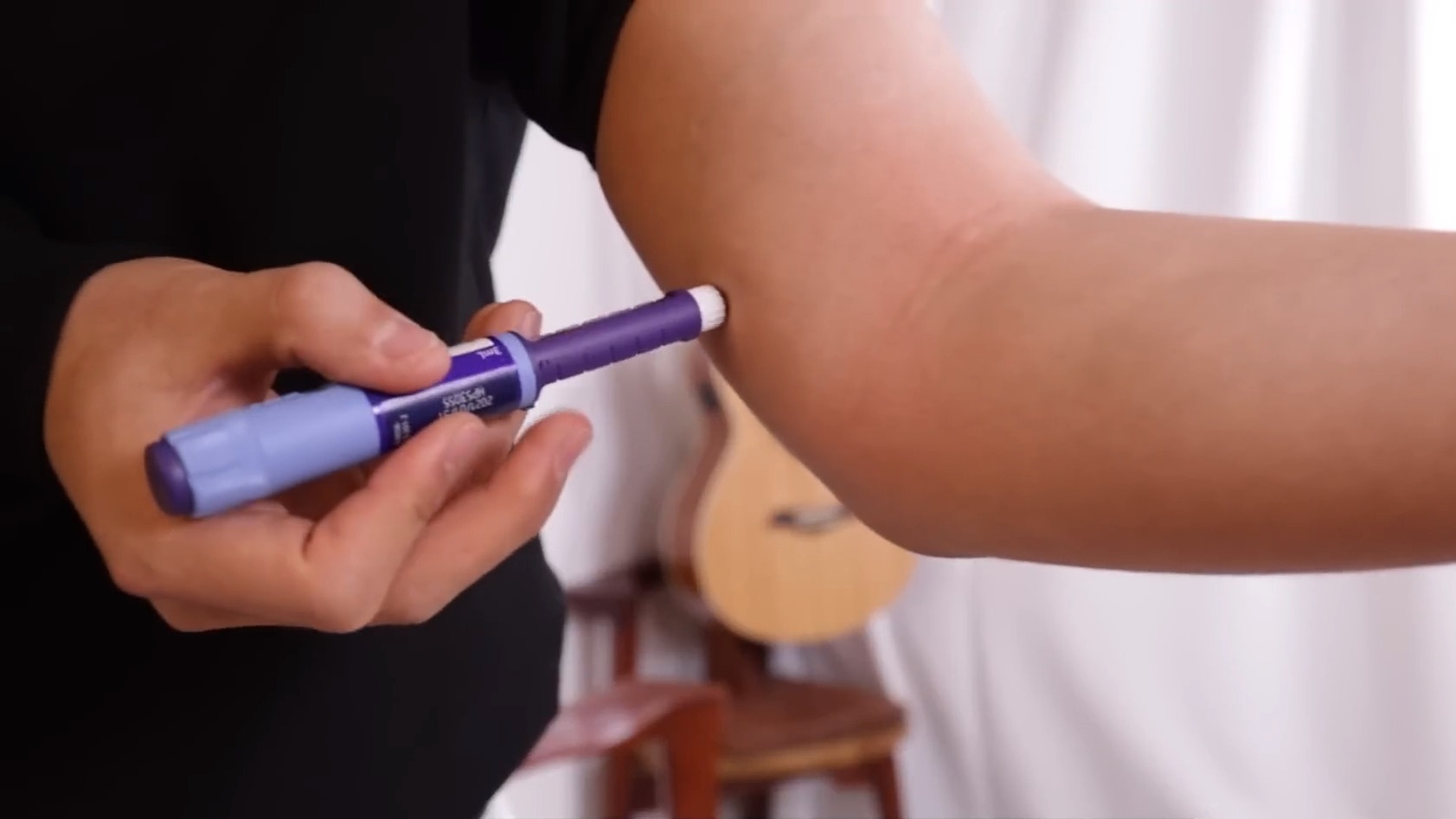
Ін'єкція ліраглутиду в руку

### Рак щитоподібної залози
При дії дози, яка у вісім разів перевищувала ті, що використовуються для лікування людей, ліраглутид викликав статистично значуще збільшення пухлин щитоподібної залози у щурів. Клінічна значущість цих результатів невідома. У клінічних дослідженнях частота пухлин щитоподібної залози в учасників, які отримували ліраглутид, становила 1,3 на 1000 пацієнто-років (4 особи) порівняно з 1,0 на 1000 пацієнто-років (1 особа) у групі порівняння. Єдиний учасник у групі порівняння та чотири з п’яти учасників у групі ліраглутиду мали сироваткові маркери (підвищений рівень кальцитоніну), що вказували на вже існуюче захворювання ще до початку дослідження. 
Управління з продовольства і медикаментів США (FDA) повідомило, що сироватковий кальцитонін, біомаркер медулярного раку щитоподібної залози, був дещо підвищений у пацієнтів, які отримували ліраглутид, але в межах норми, що вимагає постійного моніторингу протягом 15 років у реєстрі ракових пацієнтів. 

### Панкреатит
У 2013 році група з Університету Джонса Гопкінса повідомила про явний статистично значущий зв’язок між госпіталізацією з приводу гострого панкреатиту та попереднім лікуванням похідними GLP-1 (такими як ексенатид) та інгібіторами DPP-4 (такими як ситагліптин). У відповідь на це FDA США та Європейське агентство з лікарських засобів провели огляд усіх наявних даних щодо можливого зв’язку між міметиками інкретину та панкреатитом або раком підшлункової залози. У спільному листі від 2014 року агентства дійшли висновку, що «зведений аналіз даних 14 611 пацієнтів із діабетом 2-го типу з 25-ти клінічних випробувань у базі даних ситагліптину не надав переконливих доказів підвищеного ризику панкреатиту чи раку підшлункової залози» і «обидва агентства погоджуються, що твердження щодо причинно-наслідкового зв’язку між препаратами на основі інкретину та панкреатитом або раком підшлункової залози, які нещодавно з'явилися в науковій літературі та в засобах масової інформації не узгоджуються з поточними даними. Хоча сукупність даних, які були переглянуті, запевняє у його відсутності, ризик панкреатиту і надалі вважатиметься пов’язаним із цими препаратами, доки не буде доступно більше даних. Обидва агентства продовжують досліджувати цей сигнал безпеки».

## Фармакодинаміка
Ліраглутид є ацильованим агоністом рецептору глюкагоноподібного пептиду-1 (GLP-1), що походить з людського GLP-1-(7-37), менш поширеної форми ендогенного GLP-1.
Він зменшує пов’язану з їжею гіперглікемію (протягом 24 годин після прийому) за рахунок збільшення секреції інсуліну, затримки спорожнення шлунка та пригнічення прандіальної (внаслідок прийому їжі) секреції глюкагону.
Ліраглутид призводить до вивільнення інсуліну з бета-клітин підшлункової залози у відповідь на зростання глюкози крові. Цей викид інсуліну призводить до зниження рівня глюкози та досягнення еуглікемії (нормального рівня глюкози). 

## Фармакокінетика
Період напіврозпаду ендогенного GLP-1 у плазмі крові становить 1,5–2 хвилини внаслідок його розкладання поширеними ферментами, дипептидилпептидазою-4 (DPP4) і нейтральною ендопептидазою (NEP). Його період напіврозпаду після внутрішньом’язової ін’єкції становить приблизно півгодини, тому навіть при такому застосуванні він має обмежене застосування як терапевтичний засіб. Метаболічно активними формами GLP-1 є ендогенний GLP-1-(7-36)NH2 і більш рідкісний GLP-1-(7-37). 
Пролонгована дія ліраглутиду досягається шляхом приєднання молекули жирної кислоти до однієї позиції молекули GLP-1-(7-37), що дозволяє їй як зв'язуватися з самим собою, так і зв’язуватися з альбуміном у підшкірній клітковині та кровотоці. Згодом активний GLP-1 вивільняється з альбуміну з постійною повільною швидкістю. Зв’язування з альбуміном також призводить до його повільнішої деградації та зниження його виведення нирками порівняно з GLP-1-(7-37).

## Суспільство і культура

### Бренди

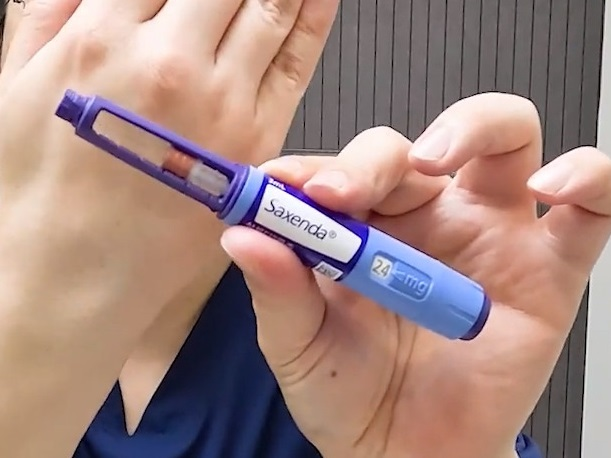
Ін'єкційна ручка з ліраглутидом продається під торговою маркою Саксенда (Saxenda)

Ліраглутид продається під торговою маркою Victoza в США, Великобританії, ОАЕ, Кувейті, Індії, Ірані, Канаді, Європі, Японії, Філіппінах, Індонезії, Малайзії та Сінгапурі. Відомо, що ліраглутид також продається під назвою Saxenda в Австралії, Бразилії, Канаді, Німеччині, Індонезії, Ірані, Ірландії, Ізраїлі, Норвегії, Чехії, Польщі,  Португалії,  Південній Кореї, Швейцарії, Великобританії та США, а також як Enligria і Quinliro в Росії. 

### Маркетинг
Ліраглутид був схвалений для продажу в США у 2014 році  та у ЄС у 2015 році  для використання у дорослих з індексом маси тіла (ІМТ) 30 або більше (ожиріння); або з ІМТ 27 або більше (надмірна вага), які мають принаймні одну хворобу, пов’язану з надмірною вагою.  
Ліраглутид був схвалений у США у 2019 році для лікування дітей десяти років і старше з ЦД2, що робить його першим неінсуліновим препаратом, дозволеним для лікування ЦД2 у дітей після схвалення метформіну в 2000 році.
Компанія Novo Nordisk уклала угоди з виробниками дженериків щодо виходу їх версії ліраглутиду на ринок США у 2024 році.   У грудні 2024 року FDA схвалило перший дженерик ліраглутиду від компанії Hikma Pharmaceuticals USA 

### Контроверсійні аспекти
У 2010 році компанія Novo Nordisk порушила кодекс поведінки Асоціації британської фармацевтичної промисловості (ABPI) не надавши інформацію про побічні ефекти ліраглутиду та рекламуючи його до отримання дозволу на продаж. 
У 2012 році некомерційна група захисту прав споживачів Public Citizen звернулася до FDA з проханням негайно видалити ліраглутид з ринку, оскільки вони дійшли висновку, що ризик раку щитоподібної залози та панкреатиту переважує будь-які задокументовані переваги. 
У 2017 році компанія Novo Nordisk погодилася заплатити штраф у 58,65 мільйона доларів США для врегулювання численних позовів про те, що компанія незаконно рекламувала, просувала та продавала Victoza для використання не за призначенням (наприклад, для лікування діабету 1-го типу) в порушення Федерального закону про харчові продукти, ліки та косметику та Закону про неправдиві заяви.  Компанія Novo Nordisk доплатила $1,45 мільйонів штатам Каліфорнія та Іллінойс для врегулювання позовів про шахрайство проти приватних комерційних страхових компаній. 

## Дослідження
У вересні 2024 року повідомлялося, що у 56-тижневому клінічному дослідженні ліраглутид ефективно знижував індекс маси тіла на 7,4% у дітей віком від 6 до 12 років. 